# Alex Franklin
Pour les articles homonymes, voir Franklin.
Alex Franklin, né le 11 juillet 1988, à Reading, en Pennsylvanie, est un joueur américano-portoricain de basket-ball. Il évolue au poste d'ailier.